# Федосовка
Федосовка — деревня в Кимовском районе Тульской области России.
В рамках административно-территориального устройства является центром Кораблинского сельского округа Кимовского района, в рамках организации местного самоуправления входит в сельское поселение Епифанское.

## География
Расположена в 17 км к югу от железнодорожной станции города Кимовска.

## Население
| 2002 | 2010 |
| ---- | ---- |
| 104  | →104 |

Население — 104 чел. (2010). 